# Guglielmo di Tripoli
Guglielmo di Tripoli (1220 circa) è stato un religioso siriano dell'Ordine dei frati predicatori.
Nel 1271 fu incaricato insieme a fra' Niccolò da Vicenza da papa Gregorio X di accompagnare Niccolò, Matteo e Marco Polo come ambasciatore presso il Gran Khan, ma intimorito da una guerra in atto, rinunciò a raggiungere la Cina e si fermò in Terra santa. Nel 1273, mentre era ancora in Palestina, scrisse un Trattato sui musulmani, dove veniva raccontata la vita di Maometto, la storia dell'Islam e la sua espansione fino al XIII secolo, una descrizione del Corano, l'interpretazione islamica del perché Dio ha dato il Corano agli uomini, citazioni di Gesù e di Maria nei testi coranici.
Guglielmo conclude il suo trattato affermando che l'incarnazione e la Trinità non sono in linea di principio in contrasto con i princìpi musulmani.
Il trattato di Guglielmo, anche se l'approccio all'Islam è alquanto semplicistico, costituisce uno dei primi esempi di dialogo tra le opposte comunità religiose nel turbolento periodo delle Crociate e venne accolto positivamente dalle comunità islamiche.